# タマラ・E・ジャーニガン
タマラ・エリザベス・ジャーニガン（Tamara Elizabeth "Tammy" Jernigan、1959年5月7日 - ）は、テネシー州チャタヌーガ出身の科学者、アメリカ航空宇宙局の宇宙飛行士である。5度のスペースシャトルのミッションに参加した。

## 教育
ジャニーガンはカリフォルニア州のサンタフェ高校を1977年に卒業し、1981年にスタンフォード大学で物理学の学位を取った。カリフォルニア大学バークレー校で1983年にエンジニアリング科学の修士号、1985年に天文学の修士号を取得した。1988年にはライス大学で宇宙物理学及び天文学の博士号を取得した。

## NASAでのキャリア

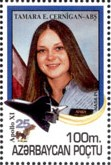
1995年のアゼルバイジャンの切手に描かれたジャニーガン

ジャニーガンは1996年にNASAに入り、2001年に引退した。コロンビアで3度、エンデバーとディスカバリーでそれぞれ1度のスペースシャトルのミッションに参加し、1512時間を宇宙で過ごした。1999年の最後のミッションでは、8時間の宇宙遊泳を行った。

## 私生活
宇宙飛行士のピーター・ウィソフと結婚している。